# Alessandro Perina
Alessandro Perina (Verona, 1958) è un fumettista italiano.

## Alla Disney
Perina frequenta l'Accademia Disney diretta da Giovan Battista Carpi e giunge nel 1991 alla Disney, esordendo con la storia Lucca Comics Story - La spedizione dei 1000 secondi, pubblicata sul numero 77 dell'albo Comic Art; nel 1992 giunge alla redazione di Topolino, realizzando la storia Paperino e gli amici suoi, scritta da Nino Russo e pubblicata sul numero 1891 della testata.
Nel 2000 realizza la sua prima storia come autore completo, dal titolo Bad Boys, ispirata al romanzo di Hemingway I due sicari. Un anno prima, ha realizzato anche la sua prima copertina all'interno della testata Mickey Mouse Mystery Magazine, a cui ne seguiranno decine se non centinaia.
Nel 2003, per il numero 2500 di Topolino, illustra la storia Veloci come il vento al duemilacinquecento, scritta da Augusto Macchetto; nel 2006 disegna due lunghe avventure, entrambi in collaborazione con altri illustratori: I bis-bis di Pippo, su testi di Alessandro Sisti, e Wizards of Mickey, sceneggiata da Stefano Ambrosio; di quest'ultima saga illustrerà anche alcuni episodi del secondo capitolo (2007), dal titolo Wizards of Mickey II - L'Età Oscura, sempre su testi di Ambrosio.
Da maggio 2014 e fino a novembre 2017 ha disegnato le copertine di Topostorie.
Nell'aprile 2020, dal numero 3359 e fino al 3362, disegna per Topolino la storia "Zio Paperone e la pietra dell' oltreblu' ", scritta da Bruno Enna.
Nel giugno 2021 "Bad Boys", la sua prima storia realizzata per Topolino, viene riproposta sul numero 3421 del settimanale con una colorazione inedita. La stessa storia verrà poi riproposta sul "Topolibro" dedicato ai 60 anni dalla scomparsa di Ernest Hemingway.
Su "Topolino", nel settembre 2021, a partire dal numero 3434 e fino al numero 3437, disegna la storia "Zio Paperone e il centunesimo canto", scritta da Alessandro Sisti e dedicata ai 700 anni dalla scomparsa di Dante Alighieri.